# Joe Keenan
Joseph John Keenan (Southampton, 14 oktober 1982) is een Engels voetballer die sinds november 2009 uitkomt voor het Australische South Melbourne FC.
In het seizoen 2001/2002 maakte Keenan zijn debuut voor Chelsea. Hij bleef tweeënhalf jaar bij Chelsea maar kwam slechts 2 maal in actie. In 2004 vertrok hij naar het Belgische Westerlo. Voor Westerlo kwam hij in anderhalf jaar 40 keer uit en maakte hij één doelpunt. In de zomer van 2005 keerde hij terug bij Chelsea, dat hem niet veel later aan Brentford verhuurde. Na de winterstop vertrok hij naar Willem II, waar hij dat seizoen nog 13 keer speelde. Nadat hij in het seizoen 2006/2007 slechts 4 competitiewedstrijden speelde voor de Tilburgers, vertrok hij per april 2007 transfervrij naar Melbourne Victory. In 2008 keerde hij terug naar Europa en tekende bij Hibernian FC. Na een jaar werd zijn contract er ontbonden. Hierop keerde Keenan terug naar Australië waar hij onderdak vond bij South Melbourne FC.